# Seznam utkání HC Škody Plzeň v hokejové lize mistrů

## Utkání HC Škody Plzeň v hokejové lize mistrů
| Utkání | Datum utkání       | Sezona    | Soutěž                | Domácí                         | Výsledek | Hosté                          | Třetiny               | Branky za Plzeň                                                                         |
| ------ | ------------------ | --------- | --------------------- | ------------------------------ | -------- | ------------------------------ | --------------------- | --------------------------------------------------------------------------------------- |
| 01.    | 20.8.2016          | 2016/2017 | Skupina J             | Stavanger Oilers               | 0 : 3    | HC Škoda Plzeň                 | (0:0,0:2,0:1)         | 2× Dominik Kubalík, Miroslav Indrák                                                     |
| 02.    | 27.8.2016          | 2016/2017 | Skupina J             | HK Nitra                       | 2 : 1    | HC Škoda Plzeň                 | (1:0,0:1,1:0)         | Ondřej Kratěna                                                                          |
| 03.    | 3.9.2016           | 2016/2017 | Skupina J             | HC Škoda Plzeň                 | 2 : 4    | HK Nitra                       | (2:0,0:3,0:1)         | Ondřej Kratěna, Dominik Kubalík                                                         |
| 04.    | 8.9.2016           | 2016/2017 | Skupina J             | HC Škoda Plzeň                 | 6 : 4    | Stavanger Oilers               | (3:1,3:2,0:1)         | Dominik Kubalík, Miroslav Indrák, Jakub Lev, David Stach, Lukáš Pulpán, Jakub Koreis    |
| 05.    | 4.10.2016          | 2016/2017 | První kolo            | HC Lugano                      | 4 : 1    | HC Škoda Plzeň                 | (0:0,2:1,2:0)         | Jakub Lev                                                                               |
| 06.    | 11.10.2016         | 2016/2017 | První kolo            | HC Škoda Plzeň                 | 3 : 3    | HC Lugano                      | (1:1,1:1,1:1)         | Jakub Lev, Petr Kodýtek, Tomáš Svoboda                                                  |
| 07.    | 30. srpna 2018     | 2018/2019 | Skupina H             | HC Škoda Plzeň                 | 3 : 2    | HC Lugano                      | (1:0, 1:2, 1:0)       | 2× Vojtěch Němec, Václav Nedorost                                                       |
| 08.    | 1. září 2018       | 2018/2019 | Skupina H             | HC Škoda Plzeň                 | 4 : 2    | JYP Jyväskylä                  | (2:1,2:1,0:0)         | Miroslav Indrák, Ondřej Kratěna, David Stach, Vojtěch Němec                             |
| 09.    | 7. září 2018       | 2018/2019 | Skupina H             | JYP Jyväskylä                  | 2 : 6    | HC Škoda Plzeň                 | (1:4,0:2,1:0)         | 2× Petr Straka, Ondřej Kratěna, Miroslav Indrák, Milan Gulaš                            |
| 10.    | 9. září 2018       | 2018/2019 | Skupina H             | HC Lugano                      | 2 : 3    | HC Škoda Plzeň                 | (0:2,0:1,2:0)         | Milan Gulaš, Vojtěch Němec, Lukáš Kaňák                                                 |
| 11.    | 9. října 2018      | 2018/2019 | Skupina H             | HC Škoda Plzeň                 | 6 : 4    | HC ’05 iClinic Banská Bystrica | (3:1,1:1,2:2)         | 2× David Stach, Lukáš Kaňák, Jakub Pour, Petr Kodýtek, Jaroslav Kracík                  |
| 12.    | 17. října 2018     | 2018/2019 | Skupina H             | HC ’05 iClinic Banská Bystrica | 2 : 3 PP | HC Škoda Plzeň                 | (0:1, 2:1, 0:0 - 0:1) | 2× Petr Kodýtek, Petr Eret                                                              |
| 13.    | 6. listopadu 2018  | 2018/2019 | Osmifinále (1 zápas)  | HC Bolzano                     | 1 : 6    | HC Škoda Plzeň                 | (0:2, 1:3, 0:1)       | 3× Miroslav Indrák, Conor Allen, Milan Gulaš, Petr Straka                               |
| 14.    | 20. listopadu 2018 | 2018/2019 | Osmifinále (2 zápas)  | HC Škoda Plzeň                 | 6 : 2    | HC Bolzano                     | (1:0, 4:2, 1:0)       | 4× Milan Gulaš, Miroslav Preisinger, Miroslav Indrák                                    |
| 15.    | 4. prosince 2018   | 2018/2019 | Čtvrtfinále (1 zápas) | Skellefteå AIK                 | 3 : 3    | HC Škoda Plzeň                 | (0:1, 0:2, 3:0)       | Milan Gulaš, Matyáš Kantner, Petr Kodýtek                                               |
| 16.    | 11. prosince 2018  | 2018/2019 | Čtvrtfinále (2 zápas) | HC Škoda Plzeň                 | 2 : 1 SN | Skellefteå AIK                 | (0:0, 0:0, 1:1 - 0:1) | Jakub Kindl, rozhodující samostatný nájezd Jan Kovář                                    |
| 17.    | 8. ledna 2019      | 2018/2019 | Semifinále (1 zápas)  | Frölunda HC                    | 6 : 3    | HC Škoda Plzeň                 | (2:1, 3:1, 1:1)       | 3× Conor Allen                                                                          |
| 18.    | 15. ledna 2019     | 2018/2019 | Semifinále (1 zápas)  | HC Škoda Plzeň                 | 1 : 3    | Frölunda HC                    | (0:1, 0:0, 1:2)       | Jakub Kindl                                                                             |
| 19.    | 29. srpna 2019     | 2019/2020 | Skupina B             | HC Škoda Plzeň                 | 5 : 4 PP | Hämeenlinnan Pallokerho        | (0:0, 1:3, 3:1, 1:0 ) | Jaroslav Kracík, Peter Čerešňák, Tomáš Mertl, Jakub Pour, Petr Straka                   |
| 20.    | 31. srpna 2019     | 2019/2020 | Skupina B             | HC Škoda Plzeň                 | 9 : 3    | Rungsted Seier Capital         | (3:2, 3:0, 3:1)       | 3× Milan Gulaš, 2× Tomáš Mertl, Vojtěch Němec, Miroslav Indrák, Jakub Pour, Roman Vlach |
| 21.    | 5. září 2019       | 2019/2020 | Skupina B             | Hämeenlinnan Pallokerho        | 1 : 2 PP | HC Škoda Plzeň                 | (0:1, 0:0, 1:0, 0:1 ) | 2× Milan Gulaš                                                                          |
| 22.    | 7. září 2019       | 2019/2020 | Skupina B             | Rungsted Seier Capital         | 2 : 4    | HC Škoda Plzeň                 | (1:2, 0:2, 1:0)       | Michal Moravčík, Milan Gulaš, Vojtěch Němec, Miroslav Indrák                            |
| 23.    | 9. října 2019      | 2019/2020 | Skupina B             | EV Zug                         | 5 : 2    | HC Škoda Plzeň                 | (0:1, 4:1, 1:0)       | Petr Straka, Peter Čerešňák                                                             |
| 24.    | 15. října 2019     | 2019/2020 | Skupina B             | HC Škoda Plzeň                 | 2 : 1 TS | EV Zug                         | (0:0, 0:1, 1:0 - 0:0) | 2× Milan Gulaš                                                                          |
| 25.    | 12. listopadu 2019 | 2019/2020 | Čtvrtfinále (1 zápas) | HC Škoda Plzeň                 | 1 : 2    | HC Lausanne                    | (0:0, 1:1, 0:1)       | Jakub Pour                                                                              |
| 26.    | 19. listopadu 2019 | 2019/2020 | Čtvrtfinále (2 zápas) | HC Lausanne                    | 4 : 4 PP | HC Škoda Plzeň                 | (3:2, 0:0, 0:2 - 1:0) | Jaroslav Kracík, Lukáš Kaňák, Matyáš Kantner, Luboš Rob                                 |

## Celková bilance
| HC Škoda Plzeň        | Doma / venku                     | Celkem |
| --------------------- | -------------------------------- | ------ |
| Vítěz HC Škoda Plzeň  | 1× vítěz doma - 1× vítěz venku   | 2×     |
| Prohra HC Škoda Plzeň | 1× prohra doma - 2× prohra venku | 3×     |
| Remíza                | 1×                               |        |
| Počet zápasů          | 26×                              |        |